# Apiogaster collare
Apiogaster collare är en skalbaggsart som beskrevs av Jordan 1903. Apiogaster collare ingår i släktet Apiogaster och familjen långhorningar.
Artens utbredningsområde är Zimbabwe. Inga underarter finns listade i Catalogue of Life.